# Rostslemfisk
Rostslemfisk (Parablennius sanguinolentus) är en fiskart som först beskrevs av Pallas 1814.  Rostslemfisk ingår i släktet Parablennius och familjen Blenniidae. Inga underarter finns listade i Catalogue of Life.
Denna fisk förekommer nära kustlinjerna i Medelhavet, Svarta havet, väster om Iberiska halvön och väster om Marocko. Arten vistas vanligen i områden som är 0,5 till 1,0 meter djupa och den når sällan ett djup av 5 meter. Rostslemfisk lever i regioner där stenar och grus på havets botten är täckta med alger. Den livnär sig av alger. Äggläggningen sker mellan maj och juli.
För beståndet är inga hot kända och hela populationen anses vara stabil. IUCN listar arten som livskraftig (LC).